# Petrit Kumi
Petrit Xhaferr Kumi (Elbasan, 20 maggio 1930) è un fotografo albanese. Noto per essere stato il fotografo e il fotoreporter della propaganda di regime nell'Albania comunista, è stato considerato dall’Istituto Nazionale di Storia dell'Arte di Francia, uno dei più importanti testimoni della fotografia di regime (per il periodo 1963 - 1985). Il suo nome è legato anche alla fotografia sportiva, tanto da essere ritenuto dall' Association internationale de la presse sportive (Associazione internazionale della stampa sportiva), «uno dei più grandi fotografi sportivi albanesi degli ultimi cinquant'anni».

## Biografia
Kumi nasce a Elbasan, una delle città più importanti che «per il suo ruolo centrale nella vita sociale e culturale albanese è soprannominata "l'ombelico dell'Albania"». Nel 1930, anno della nascita di Petrit, nell'Albania regnava Zog I, monarca che continuerà a regnare fino al 1939 quando inizia l'occupazione italiana dell'Albania voluta dal regime fascista.

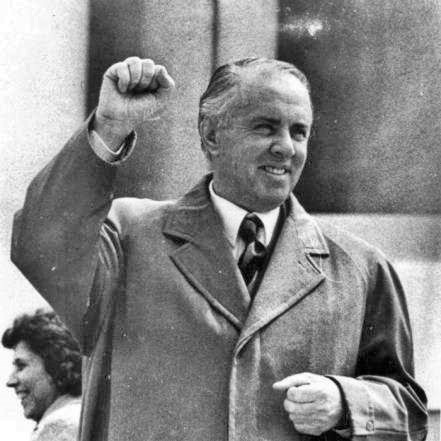
Il dittatore social-comunista Enver Hoxha (1944–1985), Kumi sarà uno dei fotografi più prolifici del regime di Hoxha, suo fotografo personale, fino alla sua ultima foto

Ha circa quindici anni, nel 1944, quando frequenta il liceo di Elbasan. I suoi studi vengono interrotti per l'incombente seconda guerra mondiale, riprenderà gli studi nel 1960 e fino al 1964 frequentando l'istituto d'arte a Tirana e con Abdurrahim Buza dal 1950 al 1960, in una Albania allora comunista, governata dal dittatore Enver Hoxha.
Si dedica alla fotografia immediatamente dopo la guerra ricoprendo diversi incarichi per i media albanesi.. Lavora nel 1960 come illustratore alla rivista Miqësi (Amicizia ) e al supplemento Punëtori Sovjetik (Il lavoratore sovietico), quindi come fotoreporter dal 1963 al 1987 alla ATSH, Agjencia Telegrafike Shqiptare (Agenzia Telegrafica Albanese) e dal 1966 fotoreporter alla rivista più importante del regime comunista di Hoxha (a quel tempo simpatizzante del comunismo cinese 1960 - 1978) Ylli (Stella).
Dal 1985 al 1990  Kumi fa uno stage all'Agenzia Nuova Cina di Pechino, quando torna in patria è pronto ad introdurre nella stampa albanese una vera novità: la fotografia a colori nei giornali. Fino al 1990 infatti tutte le riviste e i quotidiani albanesi avevano solo foto in bianco e nero, ma ora grazie alle tecniche fotolito apprese in Cina la stampa albanese si trasforma. Dal 1990 diventa direttore dell'Agenzia di stampa albanese e costituisce il primo studio fotografico privato "Kumifoto" con annessa agenzia fotografica. Diversi i temi delle immagini di Kumi, la vita di ogni giorno, il lavoro nelle miniere, «l'arte, la cultura, il Kosovo, la scienza, la politica» e non ultimo lo sport, soprattutto il calcio che documenta con una sua personale tecnica tanto che sono proprio i suoi colleghi foto-giornalisti sportivi a considerarlo come uno dei migliori fotografi sportivi albanesi degli ultimi cinquanta anni.

## La manipolata fotografia di regime
(Petrit Kumi)
Come asseriva un quotidiano albanese del 25 luglio 2017 mentre è vero che «la manipolazione delle immagini in Albania è vecchia come la storia della fotografia albanese», fu durante gli anni del regime comunista, che questa pratica divenne una consuetudine raggiungendo il suo apice. La mistificazione delle immagini tramite eliminazione massiccia di particolari e di ritocco a scopo propagandistico, era tenuta sotto controllo e di conseguenza tutti i fotografi che fotografavano e pubblicavano su quotidiani e riviste del governo, fra cui lo stesso Kumi, dovevano sottoporsi ad una sorta di «auto-censura» fotografando solo i temi graditi al regime. Non solo il Museo Nazionale della Fotografia albanese dedicato a Marubi, come ha ammesso il suo direttore Luçjan Bedeni, è interessato a fare piena luce sul fenomeno, ma già dal 2013 l’Istituto Nazionale di Storia dell'Arte di Francia tramite il dipartimento dell'Istituto Mediterraneo di etnologia comparata europea, ha dedicato un seminario alla fotografia di propaganda albanese proprio con l'intervento di Petrit Kumi, che essendo uno dei principali fotografi della più importante rivista della propaganda comunista albanese, Ylli (La Stella), poteva grazie alla sua «testimonianza e alla sua produzione» fotografica contribuire a far luce su «una revisione della propaganda» durante quel periodo.
(Robert Elsie)
L'interesse mostrato per la fotografia nell'Europa meridionale e in particolar modo per quella nei Balcani sotto i regimi comunisti è stata negli ultimi decenni oggetto di grande interesse e studio da parte di sociologi, etnografi e storici contemporaneisti che hanno attinto a quella che è la "riserva" meno contestabile del periodo di quei regimi, gli archivi fotografici, primo fra tutti quello albanese (Museo Marubi) in cui sono conservati anche i lavori di Kumi.
Dalla testimonianza di Kumi e di altri suoi colleghi, come Niko Xhufka che lavorò al quotidiano del partito Zëri i Popullit (Voce del Popolo), si è appreso di come sotto il regime comunista la fotografia era "censurata" già in ripresa. Persone che non avevano una biografia "pulita" ovvero persone che nonostante fossero onesti e laboriosi lavoratori, avevano avuto un qualsiasi parente (anche un lontano cugino) con una biografia "sporca" (per il partito era considerata "sporca" anche quella riguardante una persona che aveva avuto un parente che aveva tentato di fuggire dall'Albania e dalla sua politica repressiva per riparare in un altro Stato) non potevano essere assolutamente fotografate, per cui la creatività del fotografo era fortemente limitata da soggetti "scelti" volta per volta dopo che la loro biografia (ovvero anche quella di tutti i parenti) fosse stata verificata più volte, non quindi soggetti e volti fotograficamente interessanti, ma soggetti e volti "meritevoli" secondo la logica di partito. Inoltre non più di tre scatti a soggetto, il quarto veniva addebitato sulla busta paga del fotoreporter.. Si richiedeva che i temi fotografati dovevano essere sempre "positivi", i volti dei fotografati sorridenti, allegri, fiduciosi, coinvolti, mai dubbiosi (solo i dirigenti del partito e gli appartenenti al politburo albanese potevano essere fotografati con espressioni "pensanti"), persone che esprimessero con i loro atteggiamento, ottimismo e fiducia nel futuro dell'Albania. Dovevano essere fotografate solo persone incensurate,
lavoratori modelli; per le foto di bambini erano privilegiate quelle di bambini figli di eroi del lavoro e di padri comunisti. Fotografare "ex prigionieri" o qualsiasi persona ritenuta, per i canoni del regime, "nemico della classe operaia" significava «crearsi un sacco di guai».
Dopo la ripresa, effettuata con macchine fotografiche usate, molto volte difettose e tutte provenienti da paesi dell'Est (fornite dal partito perché la proprietà privata era al bando e nessuno poteva possedere per proprio conto una fotocamera) come la Praktica della Repubblica Democratica Tedesca, e le russe Zorki e FED, il controllo assoluto da parte del partito veniva esercitato anche in camera oscura, dove i rullini venivano sviluppati in provini 5x5 e solo dopo aver valutato la foto migliore poteva essere stampata in un formato più grande e quindi passata al giornale quotidiano o alla rivista. Un minuzioso controllo dell'immagine, come ha fatto notare Kumi, avveniva anche dopo che essa era stata stampata ed affidata ai giornali per essere pubblicata, se qualche elemento, una persona, un oggetto fosse stato ritenuto non in linea con la propaganda imposta dal partito, la foto veniva "corretta" in ristampa eliminando l'elemento di disturbo con un fotoritocco..

## Mostre
- 2013, Salonicco, Action Field Kodra 2013, 13th contemporary art exhibition Former Μilitary Camp Kodra, Kalamaria, Thessalonik, (06-18/9, 2013)[22].
- 2012, Parigi, Ylli, les couleurs de la dictature. La photographie de propagande albanaise, (25 febbraio-25 marzo), Parc de Bagatelle[23] a cura di Centre national de la recherche scientifique.
- 1989, Tirana, Petrit Kumi - Retrospektive, photographs, various dimensions[24].

## Opere principali
Kumi ha pubblicato diversi libri fotografici con testi in albanese, francese, tedesco ed inglese, ha inoltre illustrato con le sue foto i libri di alcuni scrittori e autori albanesi.
- Jeta përmes objektivit : fotografi dhe shënime. Life through the lens : photographs & recollections[27], 2013
- Tirana, 1990 (in albanese, francese, tedesco e inglese)[28]
- Në Kosovë, 1986 (tre edizioni)
- Poem for the Albanian Woman, 1972, 1974
- Albanian Women, 1967, riedizione 1969
- La femme albanaise dans la voie du socialisme, 1965 (prima edizione pubblicata in Francia)
- Albania, 1961

## Premi
- Premio per il Giornalismo Sportivo Anton Mazreku (IX Edizione), Tirana, 2005[29]
- Premio - vincitore della mostra nazionale di fotografia, Serbia, 1972
- Titolo "Artista d'onore" dell'Ordine Naim Frashri Tirana, 1989
- Premio per i giovani fotografi, Belgrado, 1969
- The Black Cat  - medaglia per le foto sportive in competizione globale, primo premio Mosca, 1960
- Costa dell'Adriatico - concorso per i giovani talenti della fotografia, Belgrado, 1959